# Die total verrückte Königin der Amazonen
Die total verrückte Königin der Amazonen (Originaltitel: Carry On Up the Jungle) ist der 19. Teil der Carry-On-Filmreihe und eine Parodie auf Abenteuerfilme der 1950er und 1960er Jahre.

## Inhalt
Professor Inigo Tinkle führt eine Expedition durch den afrikanischen Dschungel, um den seltenen Oozlum-Vogel (Er ist so selten, weil er seine eigenen Eier nicht wiederfinden kann.) zu finden. Alle Teilnehmer haben ihren eigenen Grund für die Teilnahme an dieser Mission, darunter der Jäger Bill Boosey, der immer wieder seiner kleinen Flasche Whisky zuspricht, und Lady Bagley. Während ihrer Suche treffen sie auf Jungle Boy, von dem Lady Bagley glaubt, er sei ihr seit Langem verschollener Sohn – doch nicht nur das. Auch ihr schon seit langem als vermisst geglaubter Ehemann taucht wieder auf – als einziger Mann unter lauter Amazonen. Und diese freuen sich darüber, endlich mal wieder ein paar neue Männer in die Finger zu bekommen.

## Bemerkungen
- Der Film parodiert in erster Linie klassische Filme wie solche über Tarzan, King Kong und den Amazonen-Mythos. Heraus kam eine wilde, zum Teil sehr humorige Hatz, jedoch ohne innere Geschlossenheit. Er ist zu keinem Klassiker der Reihe geworden.
- Das Wort Up im Originaltitel bezieht sich auf die Konkurrenzreihe Up-Filme, die ein Plagiat der Carry-On-Filme war. Up-Star Frankie Howerd hat hier seinen zweiten Auftritt in einem Carry-On-Film.
- Für Kenneth Connor war es der erste Auftritt in einem Carry-On-Film seit dem zehnten Film der Reihe, Ist ja irre – Cäsar liebt Cleopatra (1964).
- Joan Sims, die die Mutter von Dschungel Boy spielt, ist im wahren Leben drei Jahre jünger als Dschungel-Boy-Darsteller Terry Scott.
- Ursprünglich sollte der Film Carry On Tarzan heißen, allerdings waren die Rechte am Namen Tarzan für Produzenten Peter Rogers nicht zu erwerben. So kreierte man kurzerhand den Dschungel Boy.

## Synchronisation
| Rolle                         | Darsteller       | Synchronsprecher        |
| ----------------------------- | ---------------- | ----------------------- |
| William „Bill“ Boosey         | Sidney James     | Friedrich W. Bauschulte |
| Professor Inigo Tinkle        | Frankie Howerd   | Jürgen Thormann         |
| Claude Chumley                | Kenneth Connor   | Wolfgang Völz           |
| Tonka der Große/Walter Bagley | Charles Hawtrey  | Horst Gentzen           |
| Lady Evelyn Bagley            | Joan Sims        | Inge Wolffberg          |
| Upsidasi                      | Bernard Bresslaw | Hans-Werner Bussinger   |
| Jungle Boy                    | Terry Scott      | Helmut Krauss           |

## Kritiken
- „(…) chaotischer, parodistischer Klamauk.“ (Wertung: 2 Sterne = durchschnittlich) – Adolf Heinzlmeier und Berndt Schulz in Lexikon „Filme im Fernsehen“, 1990[2]